# イェヴヘーン・マルチューク

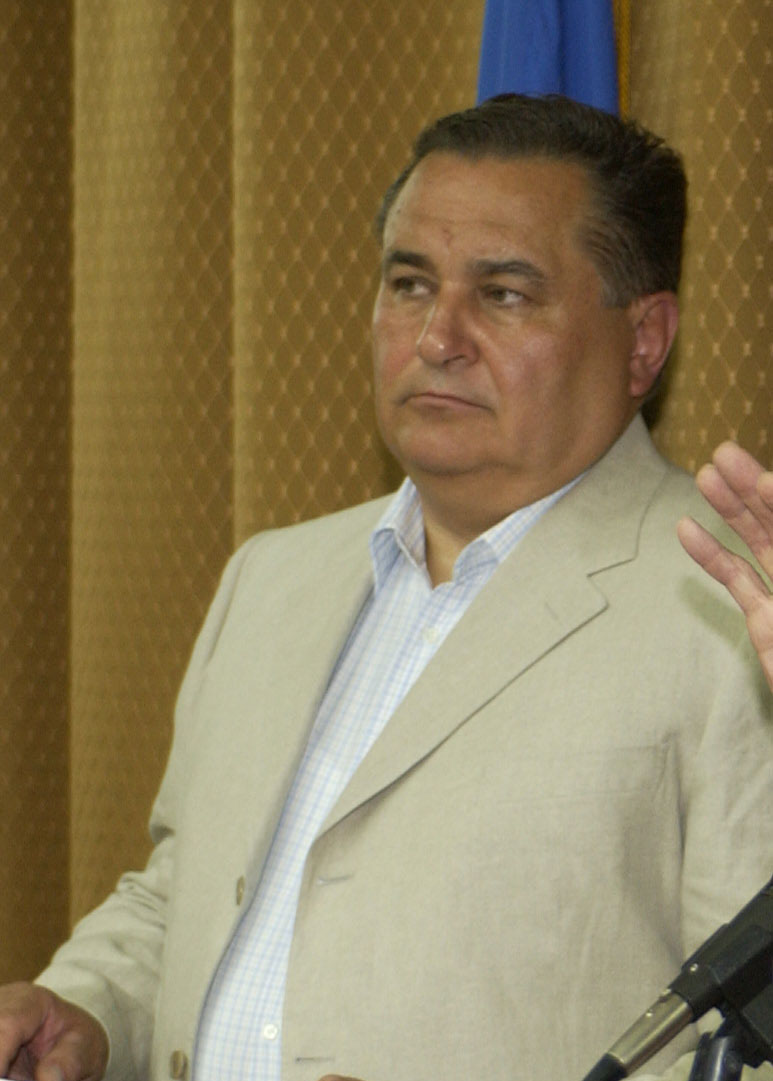
イェヴヘーン・マルチューク

イェヴヘーン・クィルィーロヴィチ・マルチューク（ウクライナ語: Євген Кирилович Марчукイェヴヘーン・クィルィーロヴィチュ・マルチューク；エヴゲーニイ・キリーロヴィチ・マルチューク；ロシア語: Евгений Кирилович Марчукイヴギェーニイ・キリーラヴィチュ・マルチューク、1941年1月28日 - 2021年8月5日）は、ウクライナの政治家。元首相（第4代）。ウクライナ国家安全保障・国防会議書記、国防相を歴任。ウクライナ上級大将。

## 概要
1963年からソ連国家保安委員会（KGB）キロヴォグラード州局作戦係。1965年以後、ウクライナ・ソビエト社会主義共和国KGB監察局の初級作戦係、上級作戦係、副課長、課長、副局長、局長。1988年からKGBポルタヴァ州局長。1990年からウクライナ社会主義共和国KGB第一副議長。
1991年6月～11月、ウクライナの国防問題・安全保障・非常事態担当国務大臣。1991年11月から1994年7月、ウクライナ保安庁(ウクライナKGBから改組)長官。1991年11月から中将、1992年8月から大将、1994年3月23日から上級大将。1994年6月から副首相、同年9月からクリミア自治共和国大統領特別全権代表。1994年10月から第一副首相、大統領附属汚職・組織犯罪対策委員会議長。1995年3月3日から首相代行。1995年6月8日から1996年5月27日まで首相、国境問題調整会議議長。1996年春、マルチュクは、議会に進出したことが原因でクチマ大統領から解任された。
1995年12月から1998年4月、「社会・市場の選択」会派の最高会議代議員、国防・国家安全保障問題委員会委員。1998年、ウクライナ社会民主合同党から最高会議代議員に当選し、社会政策・労働問題委員会を率いた（1998年 - 1999年）。1999年の大統領選前、ウクライナ社会民主合同党から脱党し、右派と民族派が支持する「我らが大統領 - イェヴヘーン・マルチューク」ブロックから大統領選に出馬した。選挙の結果、マルチュークは、8.13 %を得票し、第5位だった。決選投票では、レオニード・クチマを支持し、その見返りとしてウクライナ国家安全保障・国防会議書記に任命された。
その後、無党派となったが、影響力のある政治家として留まった。ユシチェンコ政権時、マルチュークは、ティモシェンコと対立し、燃料・エネルギー企業の金銭トラブルで彼女を攻撃した。その一方で、マルチューク自身が関与した武器密輸の疑惑がある。
6月25日、国家安全保障・国防会議書記から解任され、国防相に任命。マルチュークの国防相任命直後、軍後方部長、兵器部長等、一連の高官が解任された。一連の解任劇の公式説明は、イラク派遣準備中だった第5独立機械化旅団の準備に問題があったためだった。マルチュークは、ウクライナ軍のイラク派遣問題を積極的に支持していた。
2003年7月28日、マルチュークは、国防省と参謀本部の機構改編に関する提案を大統領に提出した。マルチュークは、国防省内の文民指導職を2003年末までに40 %、2004年 - 2005年には80 %まで削減することを計画した。70以上の将官職の削減も規定された。

## パーソナル
キロヴォフラード州ハーイヴォロン地区ドルィニウカ村出身。
1963年、ウクライナ語・文学、ドイツ語教師専攻で、キロヴォフラード教育大学を卒業。法学科学準博士。
ウクライナ運輸同盟総裁、「国民団結」団体総裁。
晩年は病気を患い、新型コロナウイルス感染症に罹患したことにより病状が悪化。心不全のため2021年8月5日に80歳で死去した。